# San Cipirello
San Cipirello (San Cipirreḍḍu en siciliano) es una localidad italiana de la ciudad metropolitana de  Palermo, región de Sicilia, con 5.422 habitantes.

Ubicación de la ciudad de San Cipirello dentro de la provincia de Palermo.

## Evolución demográfica
| Gráfica de evolución demográfica de San Cipirello entre 1861 y 2001 |
|                                                                     |
| Fuente ISTAT - elaboración gráfica de Wikipedia                     |

## Historia
La historia de San Cipirello está ligada a la de la localidad colindante de San Giuseppe Jato. El primer registro histórico que se tiene es del siglo XVI y constata la existencia del terreno de Mortili, que corresponde al actual terreno de San Cipirello y de San Giuseppe Jato. Asimismo, hay que destacar que en el Monte Jato, la montaña bajo la cual se ubica San Cipirello, se asentó una comunidad griega de la antigüedad llamada Iaitas.
Previo a la fundación de San Cipirello, el territorio fue habitado de forma discontinua y llegó a recibir varios nombres durante la Edad Media. El topónimo Jato viene documentado por primera vez en 1455, en el acta de concesión de la Traversa di Yatu. En el 1500, el nombre aparece inscrito en un molino de la zona y en el monasterio de Santa Cosma e Damiano, sobre el Monte Jato. Para entonces, no existe un gran centro poblado, sino unos caseríos pertenecientes a feudos distintos. 

El 11 de marzo de 1838, buena parte de San Giuseppe Jato (fundado en 1789) queda destruida debido a un fuerte derrumbe. En vez de reconstruir el pueblo en el mismo sitio, el gobierno da el visto bueno para dar uso a un terreno más estable: el del actual San Cipirello. La idea no era crear un pueblo nuevo, sino trasladar el ya existente; el resultado fue contrario de lo esperado. Las diferencias y disputas entre algunas familias, pero sobre todo, entre sacerdotes y órdenes religiosas, crearon una situación de conflicto entre los habitantes del actual San Giuseppe Jato y San Cipirello, en la que hubo mucha violencia; los dos sacerdotes de San Cipirello, don Paolino Crimaudo y don Giacinto Lo Monaco, fueron suspendidos a divinis.

El conflicto violento entre San Giuseppe Jato y San Cipirello, caracterizado por las amenazas y robos, llegó a su fin con la declaración del gobierno que fundó el ayuntamiento de San Cipirello en 1864.